# Grad Žlemberk
Grad Žlemberk (nemško Burg Schmierenberg) je bil srednjeveški grad na hribu, ki je stal na vrhu gozdnatega hriba, ki se nagiba proti severu v nekdanji občini Gradišče (Schloßberg) blizu meje s Slovenijo.

## Zgodovina
Grad se prvič omenja okoli leta 1250 kot castrum Smilnburch v lasti Hadmarja von Schönbercha, vendar verjetno, da so ga Spanheimi  zgradili že v 11. stoletju in ga podarili svojemu hišnemu samostanu v Šentpavlu. Gospoščina, ki mu je pripadala, je tedaj obsegala celotno območje Lučan (gospodov iz  Liubschach , plemeniti služabniki samostana) in tudi območja zahodno in južno od hribovitih grebenov Kozjaka proti Dravi. Graščina (Gesloß) je vključevala tudi glavni dvor (Meierhof), ki je bil že v zgodnji fazi ločen od gospoščine in se nato razvil v grad Lučane ali Trautenburg.
Šentpavel je z gradom pripadal gospodom Cmureškim, ki so z Reimbertom II. leta 1245 izumrli.  Reimbertova hči Mechthild je grad in gospostvo prinesla svojemu možu Hadmarju von Schönbergu, ki je leta 1250 potrdil ponižno vrnitev odtujene posesti  škofiji Seckau. Leta 1255 je njegova vdova Mechthild povrnila škodo opatiji Šentpavel, ki jo je utrpel Hadmar. Okoli leta 1282 so Schönbergerji prodali grad Žlemberk grofu Ulriku Vovbrškemu, katerega gradiščan Marquard (Merkel) Žlemberški je pogosto dokumentiran do približno leta 1300. Nekaj let kasneje je grad očitno služil kot jamstvo za doto Ulrikovi hčerki Elizabeti, katere prvi mož grof Herman  Pfanberški je umrl že leta 1287.
Leta 1292, ko je bil grof Ulrik Vovbrški vodja štajerske plemiške vstaje proti vojvodi Albrehtu I., so vojvodske čete grad Žlemberk zasedle, a so ga leta 1295 vrnile. 22. junija 1297 je Elizabeta, vdova grofa Hermana Pfanberškega, na gradu Dravograd, podelila kmetiji v vaseh Kitzelsdorf in Lateindorf in gornino pri Ivniku, ki jih je imel od Pfanberških grofov v fevdu Marquard Žlemberški, Marenberškemu samostanu za Marquardovo hčer Diemut, tamkajšnjo redovnico. 
Leta 1303 najdemo Elizabeto z njenim drugim možem Henrikom  von Hohenlohe, da živi na Žlemberku, kjer so marca podpisali listino v korist opatije v Šentpavlu. In tudi leta 1322, ko je moška linija Vovbrških izumrla, je Žlemberk ostal v lasti plemičev Hohenlohe - skupaj z Dravogradom in nekaterimi zgornještajerskimi posestvi. Leta 1326 so grad in gospoščino »Smyelenburch« prodali za 3000 mark srebra Ulriku von Walsee, ki sta ga leta 1352 nasledila brata Ulrik II. in Friderik. Po njuni smrti je Žlemberk pripadel Eberhardu VIII. († 1363).
Leta 1363 je Šentpavelski samostan Žlemberk podelil vojvodi Rudolf IV., po njegovi smrti leta 1365  pa Celjskim grofom. Leta 1443 je kralj Friedrich III. iz Žlemberka iztisnil Celjske in jih nadomestil s svojim privržencem Pankracem von Rindscheidom, ki je grad dobil »za svoje zasluge iz mladosti» - leta 1445 pa je gospostvo postalo deželnoknežji zastavni fevd z deželnim sodiščem in krvnim sodstvom. Leta 1458 pa se je trg Lučane osamosvojil in izločil iz gospostva Žlemberk. Leta 1596 je grad prevzel funkcijo v obrambi pred turško nevarnostjo v obliki opozorilnega kresa. 
Do leta 1621, ko ga je cesar Ferdinand II. prodal, je grad ostal v suvereni lasti deželnega kneza. V 17. stoletju je bil v lasti družine Stubenberg, od 1720 do 1912 pa rodbine Schönborn. 

### Različice imen
Smyelburch, Smilburch, Smiellnburch, Schmielnberg, Schmielenberg, Smiellenberg, Smiellnberg, Schmiernberg, Schmierenberg in slovensko: Žlemberk

### Galerija
- Fotografije
- Pogled na severozahod
- Stolp na južni strani
- Ruševine v južnem delu
- Pogled na dvorišče
- Ruševine v severnem delu